# Потапяне
„Потапяне“ (на английски: Going Under/Dive!) е американски комедиен филм от 1991 г., с участието на Бил Пулмън, Уенди Шаал, Крис Деметрал, Тайрон Грандерсън Джоунс, Денис Редфийлд, Лу Ричардс, Ърни Сабела, Елмари Уендъл, Нед Бийти, Робърт Вон и Роди Макдауъл. Филмът е режисиран от Марк Травис, а сценарият е на Рандолф Дейвис и Дарил Зарубика.
Филмът е заснет през 1990 г. Въпреки че не е пуснат по кината, филмът е издаден на VHS от 23 август 1991 г. Излъчван е в стрийминг от „Амазон Видео“ чрез „Уорнър Хоум Видео“.